# 65 (영화)
《65》는 2023년 개봉한 미국의 SF 스릴러 영화이다. 스콧 벡과 브라이언 우즈가 감독과 각본을 맡았다.
이 영화는 2023년 3월 10일 컬럼비아 픽처스 레이블로 소니 픽처스 릴리싱을 통해 미국에서 개봉되었다. 4,500만 달러의 제작비로 전 세계적으로 6,000만 달러의 수익을 올렸으며, 비평가들로부터 엇갈린 평가를 받았다.

## 줄거리
6500만 년 전, 소마리스 행성의 조종사 밀스는 딸 네빈의 병을 치료하기 위해 2년간의 우주 탐사에 나선다. 항해 중 그의 우주선 조익호는 소행성 무리에 부딪혀 지구에 불시착한다. 동료 승객들은 모두 죽고, 밀스는 자살을 생각하던 중 홀로 살아남은 어린 소녀 코아를 발견한다. 구조 신호를 보내고 코아를 돌보기로 하지만, 언어가 다르고 번역기도 고장나 소통에 어려움을 겪는다.
밀스는 산 정상에 조익호의 탈출선이 있음을 발견하고 코아를 데려가기 위해 가족이 그곳에 있다고 거짓말한다. 둘은 이 행성이 지구의 공룡들과 같은 위험한 외계 생물체들의 서식지임을 알게 된다. 여정 중에 타르 웅덩이에 빠진 작은 공룡을 구해주지만 테로포드 무리에게 죽임을 당한다. 밀스는 나무에서 떨어져 라고사쿠스 무리와 싸우고, 밤에는 동굴에서 큰 육식성 아르코사우르스의 공격을 받는다. 바위가 무너져 둘이 흩어지고, 밀스는 오비랍토르에게 공격받고, 코아는 드로마에오사우르스를 덫에 가두어 죽인다. 
밀스는 코아를 찾다가 퀵샌드에 빠지지만 코아가 그를 구해준다. 그들은 산 정상으로 향하고, 밀스는 자신의 우주선을 파괴한 소행성이 12시간 안에 지구에 충돌할 것임을 알게 된다. 탈출선에 도착하지만 코아는 밀스가 자신에게 거짓말을 했다는 사실에 분노한다. 밀스는 딸 네빈을 잃은 슬픔을 털어놓고 코아를 지키겠다고 약속한다. 구조대가 도착한다는 소식을 듣고 탈출선에 타지만, 소행성 파편 때문에 추락한다. 티라노사우루스 렉스 한 쌍이 나타나 공격하지만 밀스가 모두 죽인다. 앞서 눈 한쪽을 다치게 했던 거대한 아르코사우르스가 다시 나타나 밀스를 쫓고, 밀스는 간헐천으로 유인하지만 화상만 입는다. 코아가 독이 든 열매를 바른 공룡 발톱으로 아르코사우르스의 남은 눈을 찔러 장님이 되자 간헐천에 빠져 죽는다.
둘은 소행성 충돌 직전에 탈출하고, 구조 우주선에 탑승하여 우주로 향한다. 영화 마지막에는 밀스와 코아가 떠난 지구에서 빙하기를 거쳐 현재까지 진화하는 모습이 보여진다.

## 출연

### 주연
- 애덤 드라이버 - 밀스
- 아리아나 그린블랫 - 코아
- 클로이 콜먼 - 네빈

### 조연
- 니카 킹 - 네빈 엄마